# Cmentarz żydowski w Limanowej
Cmentarz żydowski w Limanowej – został założony w najprawdopodobniej w XIX wieku i znajduje się na zboczu wzgórza w okolicach obecnych ulic Kolejowej i Rejtana. Cmentarz ma powierzchnię 0,4 ha i jest ogrodzony siatką.
Podczas II wojny światowej cmentarz służył jako miejsce masowych egzekucji i uległ częściowemu zniszczeniu. Proces dewastacji był kontynuowany w latach powojennych (m.in. część macew posłużyła do budowy ławek na rynku), wskutek czego do naszych czasów zachowało się niewiele nagrobków spośród których większość ma zatarte napisy. W latach 90. XX wieku na terenie kirkutu przeprowadzono prace restauracyjne, postawiono wówczas dwa pomniki ku czci ofiar Holocaustu.